# Talk-show

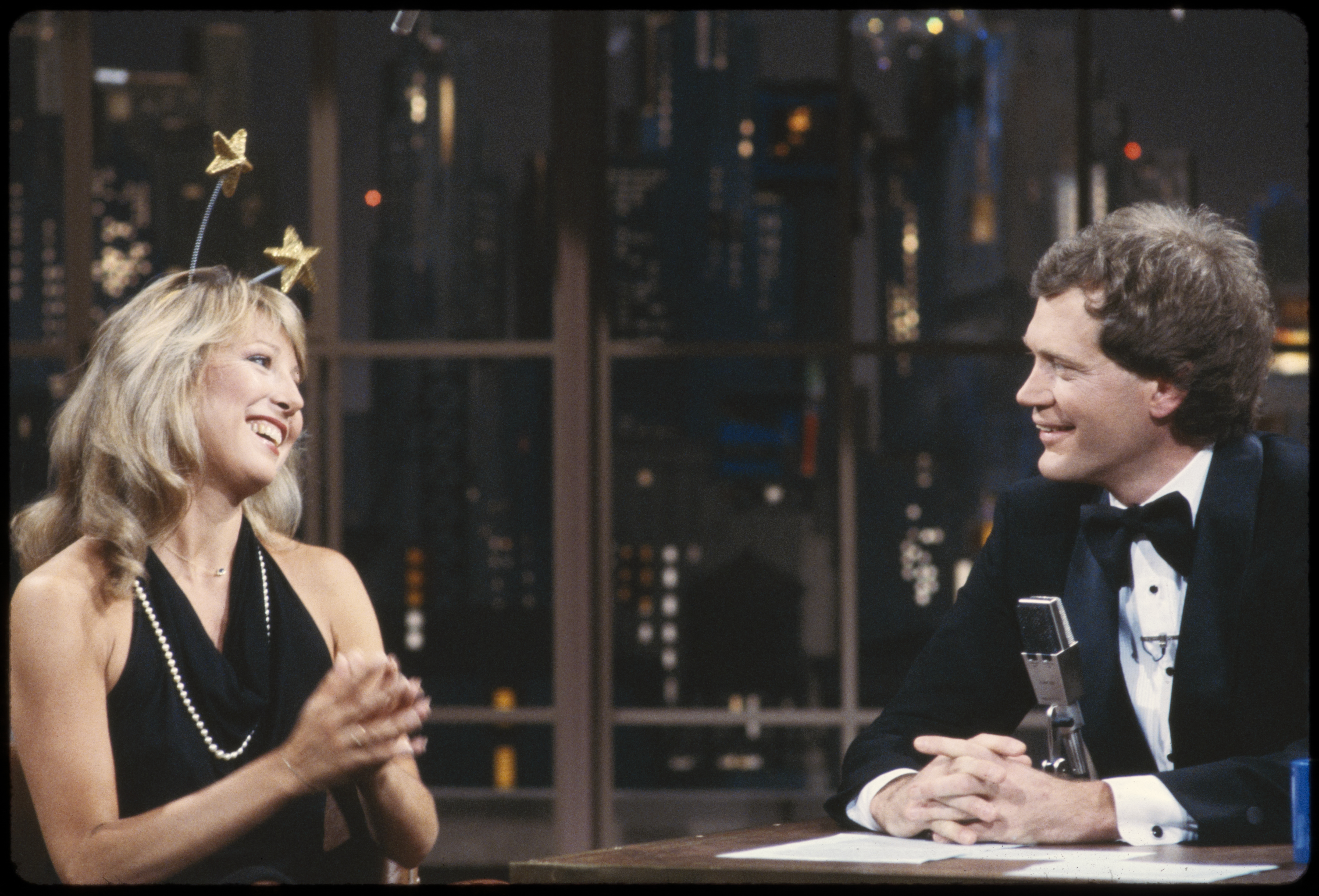
David Letterman în timpul unui interviu

Un talk-show este o emisiune de televiziune sau radiofonică în care moderatorul dezbate o temă alături de unul sau mai mulți invitați.
În multe cazuri, talk-show-ul au adus notorietate prezentatorului. Printre aceștia se numără Johnny Carson, Oprah Winfrey și Ellen DeGeneres.